# Grimesland
Grimesland és una població dels Estats Units a l'estat de Carolina del Nord. Segons el cens del 2008 tenia 472 habitants.

## Demografia
Segons el cens del 2000, Grimesland tenia 440 habitants, 174 habitatges i 116 famílies. La densitat de població era de 346,7 habitants per km².
Dels 174 habitatges en un 27,6% hi vivien nens de menys de 18 anys, en un 47,7% hi vivien parelles casades, en un 14,4% dones solteres, i en un ,8% no eren unitats familiars. En el 27% dels habitatges hi vivien persones soles el 13,2% de les quals corresponia a persones de 65 anys o més que vivien soles. El nombre mitjà de persones vivint en cada habitatge era de 2,53 i el nombre mitjà de persones que vivien en cada família era de 3,06.
Per edats la població es repartia de la següent manera: un 24,1% tenia menys de 18 anys, un 7,3% entre 18 i 24, un 29,8% entre 25 i 44, un 23,6% de 45 a 60 i un 15,2% 65 anys o més.
L'edat mediana era de 38 anys. Per cada 100 dones de 18 o més anys hi havia 88,7 homes.
La renda mediana per habitatge era de 28.672 $ i la renda mediana per família de 36.250 $. Els homes tenien una renda mediana de 27.857 $ mentre que les dones 18.750 $. La renda per capita de la població era de 14.204 $. Entorn del 12,3% de les famílies i el 16,7% de la població estaven per davall del llindar de pobresa.

## Poblacions més properes
El següent diagrama mostra les poblacions més properes.